# 荒井修子
荒井 修子（あらい しゅうこ、1975年8月 - ）は、日本の脚本家。日本大学藝術学部演劇学科卒業。

## 経歴
大学では演劇を専攻。卒業後、ドラマ制作会社に就職しバラエティ番組のADを経験。その後、脚本家になる夢を捨てきれず、1年で会社を退社後、シナリオ学校へ入学。学内コンペを通過したことをきっかけに脚本家デビュー。近年は連続、単発ドラマを問わず精力的に活動している。
2017年、｢蒼玉の令嬢｣で小説家デビュー。

## 作品

### 連続ドラマ
- ディビジョン1 「東京ミチカ」（2004年、フジテレビ）
- 女系家族（2005年、TBS）#脚本協力
- 花より男子（2005年、TBS）#シリーズ構成協力
- 愛の劇場 「スイーツドリーム」（2006年、TBS）
- 弁護士のくず（2006年、TBS）
- きらきら研修医（2007年、テレビ朝日）
- パパとムスメの7日間（2007年、TBS）
- モップガール（2007年、テレビ朝日）
- だいすき!!（2008年、TBS）
- キミ犯人じゃないよね?（2008年、テレビ朝日）
- モンスターペアレント（2008年、関西テレビ）
- ギラギラ（2008年、ABC/テレビ朝日）
- ふたつのスピカ（2009年、NHK）
- マイガール（2009年、テレビ朝日）
- エンゼルバンク〜転職代理人（2010年、テレビ朝日）
- FACE MAKER（2010年、読売テレビ）
- LADY〜最後の犯罪プロファイル〜（2011年、TBS）
- 四つ葉神社ウラ稼業 失恋保険〜告らせ屋〜（2011年、読売テレビ）
- 島の先生（2013年、NHK）
- ヒミツの関係〜先生は同居人〜(2013年、BeeTV)
- ダークスーツ（2014年、NHK）
- マザー・ゲーム〜彼女たちの階級〜（2015年）
- ヒガンバナ〜警視庁捜査七課〜（2016年）
- 水族館ガール（2016年、NHK）
- ツバキ文具店〜鎌倉代書屋物語〜（2017年、NHK）
- プリティが多すぎる（2018年、日本テレビ）
- 我が家のヒミツ（2019年、NHK）
- 長閑の庭（2019年、NHK BSプレミアム）
- ディア・ペイシェント〜 絆のカルテ〜（2020年、NHK総合）
- 和田家の男たち（2021年、テレビ朝日）
- カナカナ（2022年、NHK総合）
- パパとムスメの7日間（2022年、TBS）
- 柚木さんちの四兄弟。（2024年、NHK総合）

### 単発ドラマ
- 東京ミチカ 「年下の男」「男の浮気」（2004年、フジテレビ）
- 東京ミチカ New year SP 「恋に落ちる瞬間」（2005年、フジテレビ）
- 恋するおしゃれデブ（2005年、フジテレビ）
- 一週間の恋（2005年、TBS）
- 就活のムスメ （2009年、テレビ朝日）
- サマヨイザクラ（2009年、フジテレビ）
- 特集ドラマ風をあつめて（2011年、NHK）
- 特集ドラマ はじまりの歌（2013年、NHK）
- インディゴの恋人（2016年、NHK BSプレミアム）
- 長崎発地域ドラマ かんざらしに恋して（2019年、NHK）
- ドラマWスペシャル あんのリリック -桜木杏、俳句はじめてみました-（2021年、WOWOW）
- 天使の耳〜交通警察の夜（2023年、NHK BS4K）
- すっぴんヒーロー（2024年2月24日、TBS）

### 劇場アニメ
- ポッピンQ（2016年、東映アニメーション）

## 書籍
- 蒼玉の令嬢(2017年、河出書房新社)

## 受賞歴
- 第54回ザテレビジョンドラマアカデミー賞 脚本賞（渡辺千穂と共に）（『パパとムスメの7日間』）[1]